# Wilhelm Jahn (Musiker)
Wilhelm Jahn (* 24. November 1835 in Hof, Kaisertum Österreich; † 21. April 1900 in Wien, Österreich-Ungarn) war ein österreichisch-mährischer Musiker und Dirigent. Jahn war überdies mit 17 Jahren so lang wie niemand vor oder nach ihm Hofoperndirektor am Wiener Opernhaus.

## Wirken

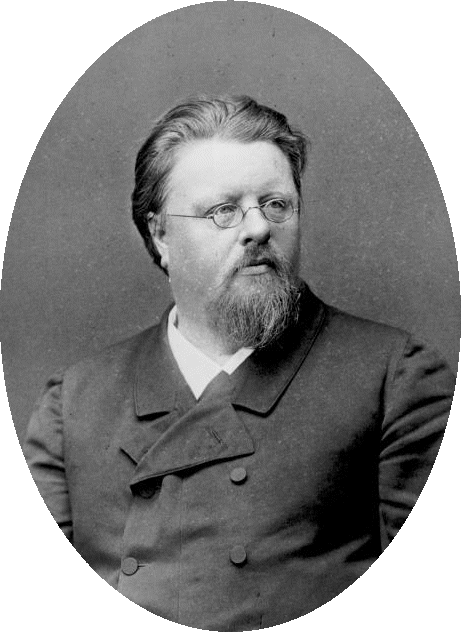
Wilhelm Jahn

### Musikalisches Wirken

#### Werdegang
Wilhelm Jahn wurde am 24. November 1835 in Hof/Mähren im Haus Ringplatz Nr. 11 (1. Stock) geboren.
Über Jahns Jugend und Ausbildung zum Musiker und Dirigenten ist weiter nichts bekannt. Jahn hatte im ungarischen Temesvár als Opernsänger und Dirigent gastiert, wo er Fächer aller Stimmlagen sang und im Orchester viele Instrumente selbst spielte. Des Weiteren hatte er als Kapellmeister die Orchester in den Opernhäusern von Amsterdam, Prag und Wiesbaden geleitet. Dazu kam, dass Wilhelm Jahn ein talentierter Regisseur war und große administrative Fähigkeiten besaß. Als die Stelle des Hofoperndirektors in Wien nach Franz Jauner vakant wurde, dachte man zuerst an den großen Wagner-Dirigenten Hans Richter als Nachfolger, der schon seit 1875 in Wien wirkte. Dieser zeigte aber nach seiner früheren Tätigkeit als Operndirektor in Budapest keine administrativen Ambitionen mehr. So fiel durch Betreiben seines Freundes, des Professors für Musikgeschichte und Kritikers Eduard Hanslick, die Berufung auf Jahn und die Amtsübergabe erfolgte am 15. Oktober 1880.

#### Wirken am Wiener Opernhaus
Wilhelm Jahns Direktion erreichte in dreifacher Hinsicht Rekorde. Kein Hofoperndirektor war so lange im Amt wie er nämlich 17 Jahre. Keiner hatte so wenig Feinde und Kritiker wie er und schließlich hatte kein Direktor das Repertoire des Hauses so bereichert wie Jahn. Allein von 1888 bis 1896 hat er zehn Opern in Wien für immer heimisch gemacht. Er brachte unter anderem die Opern von Smetana, Mascagni, Leoncavallo, Massenet, Humperdinck, und Delibes in Wien zu triumphalen Erfolgen. Johann Strauss (Sohn) öffnete er den Weg in die Oper (Ritter Pázmán 1892, Die Fledermaus 1894). Wilhelm Jahn wurde nachgesagt, dass er den Geschmack des Wiener Opernpublikums besonders erkannt hatte. Er führte alle Wagner-Opern außer Parsifal, der Bayreuth vorbehalten war, in Wien auf und benötigte dazu keinen einzigen Gastkünstler.
Die Jahre von 1888 bis 1896 gelten als Glanzzeit seiner Direktion. Vorher war 1887 das elektrische Licht in die Hofoper installiert worden, was eine völlige Umstellung mit sich brachte. Mit Hans Richter an seiner Seite blieb Jahns Name mit vielen glanzvollen Opernaufführungen verbunden. Neben Hans Richter standen Jahn weitere hervorragende Dirigenten wie Wilhelm Gericke, Johann Fuchs, Franz Doppler, der Ballettdirigent Josef Bayer und der Ballettregisseur Josef Haßreiter zur Seite. Jahn verstand es auch, die besten Künstler an die Wiener Oper zu binden und hatte damit die größten Erfolge. Zu ihnen gehörten Theodor Reichmann, Emil Scaria, Hermann Winkelmann, Berta Ehnn, Alois Ander, Marie Renard, Wilhelm Hesch, Ernest van Dyck und Rosa Papier. Jahn war auch ein Förderer und Entdecker von Sängern und Sängerinnen, die er überall aufsuchte und auch fand. Er suchte in den einschlägigen Schulen, in den Theatern der Provinz und auf den Operettenbühnen. Er suchte sogar in Fabriken und Werkstätten. So fand er zum Beispiel Antonie Schläger, später eine beliebte Sängerin, als Arbeiterin in einer Druckerei.
1889 wurde Wilhelm Jahn der erste Ehrenbürgertitel der Stadt Hof in Mähren verliehen.
1892 fand im Wiener Prater die Internationale Musik- und Theaterausstellung statt und Jahn verstand es, dieses bedeutende Ereignis entsprechend zu nutzen. Es war gleichsam eine Demonstration der Einheit des Habsburgerreiches auf kulturellem Gebiet. Man konnte dort während der fünf Monate dauernden Veranstaltung italienische Opern gesungen von italienischen Ensembles hören, tschechische Künstler sangen tschechische Opern in ihrer Muttersprache und die Lemberger Oper gastierte mit polnischen Opernwerken. Jahn brachte auch berühmte Gastdirigenten nach Wien. Diese Veranstaltung brachte die interessantesten Werke in die österreichische Hauptstadt und beeinflusste nachhaltig den Wiener Kunstgeschmack. Jahn inszenierte auch viele Opern persönlich wie Manon, Werther oder den Bajazzo von Ruggiero Leoncavallo. Man erzählte sich angeregt, wie temperamentvoll und klug dieser dickliche, unförmige Mann jedem Künstler jede Geste vorspielte. Für Paula Mark soll er den Todestanz der Nedda (Bajazzo) erfunden und ihr vorgetanzt haben.
Die Direktion Jahn war auch für heutige Begriffe eine der glanzvollsten Zeiten der Wiener Oper. Er gilt neben seinem Nachfolger Gustav Mahler als einer der erfolgreichsten Operndirektoren Wiens.
In seinen letzten Jahren kränkelte Jahn zunehmend und wurde menschenscheu. Er verstarb schließlich im Alter von 64 Jahren in Wien.
Sein Ehrengrab befindet sich auf dem Wiener Zentralfriedhof (Gruppe 0, Reihe 1, Nummer 26).

## Eduard Hanslick über Wilhelm Jahn als Dirigent
Im Jahre 1880 reiste Eduard Hanslick, der berühmte und gefürchtete Musikkritiker, der bei jeder Bestellung eines neuen Operndirektors in Wien ein gewichtiges Wort mitzureden hatte, nach Brüssel. Auf dem Heimweg verbrachte Hanslick zwei Tage in Wiesbaden, wohin ihn insbesondere ein künstlerisches Interesse geführt hatte: Er wollte den gefeierten Kapellmeister Wilhelm Jahn erleben, über welchen er schon so viel und immer nur ungeheures Lob vernommen hatte. Hanslick besuchte eine Aufführung des Fliegenden Holländers und notierte:

„Der Anblick des Orchesters drückte meine Erwartungen bedeutend herab. Wirklich nur drei Kontrabässe und acht Primviolinen? Ich hatte doch richtig gezählt. Aber welche Energie und Feinheit entwickelte dieses Miniatur-Orchester unter Jahns Leitung! Die schwierige Ouvertüre hatte ich kaum irgendwo besser gehört; gewaltiger wohl, aber schwerlich in so feiner Verteilung von Licht und Schatten, so musikalisch ein- und ausathmend. Jahn hält sein Orchester wie ein Glöckchen in fester Hand. Die Gesamtheit der Musiker schien verbunden durch ein eigentümlich musikalisches Etwas, das als elektrisches Fluidum von dem Blicke und der Hand des Dirigenten ausströmte. Wo solche künstlerische Übereinstimmung herrscht, da ist sie sicherlich Verdienst des Dirigenten; wohlgemerkt: eines Dirigenten, der nicht blos auf das Orchester, sondern ebenso sehr auf den Vortrag der Sänger bestimmenden Einfluß nimmt. Jahn war selbst eine Zeit lang Opernsänger, bevor er den Taktierstab ergriff – eine wertvolle Vorschule. Das Wiesbadener Publikum verhielt sich an jenem ‚Holländer‘-Abende sehr kühl gegen die Sänger, begrüßte hingegen Herrn Jahn bei seinem Eintritte ins Orchester mit schmeichelhaftem Zurufe. Ich selbst glaube nicht an Wunder, doch hörte ich von Kunstfreunden versichern, Jahn habe kürzlich die Puritaner von Bellini so meisterhaft einstudiert, daß sie nicht sehr langweilig waren. Gewiß, der Mann mußte für Wien gewonnen werden.“

Am 25. Februar 1881 debütierte Jahn mit Oberon von Carl Maria von Weber als Dirigent an der Wiener Hofoper. Hanslick urteilte: „Die Oper war außerordentlich fein und exakt einstudiert, ein Verdienst des Herrn Direktors Jahn, der auch persönlich das Orchester dirigierte. Wir wünschen und hoffen, diesen ausgezeichneten Musiker bei Aufführungen klassischer Opern recht häufig am Dirigentenpulte zu sehen.“ Nach der Erstaufführung des Otello von Giuseppe Verdi am 14. März 1888 schrieb Hanslick: „Die Aufführung des Othello im Hofoperntheater ist ein wahres Muster künstlerischer Reproduktion. Diese Première glich einem Feste, bestimmt, den greisen Meister, den man sich gleichsam anwesend dachte, persönlich zu feiern. Der Alles beherrschende, zugleich mäßigende und anfeuernde Geist des Ganzen ist Direktor Jahn, der die Oper ebenso energisch dirigiert, als er sie sorgfältig vorbereitet hat.“

## Erstaufführungen an der Wiener Hofoper während der Direktion von Wilhelm Jahn (Auswahl)
- 1880 (15. Dezember): Bianca, Oper von Ignaz Brüll[4]
- 1881 (28. Jänner): Loreley, Finale aus der unvollendeten Oper von Felix Mendelssohn Bartholdy[5]
- 1881 (29. März): Jean de Nivelle, Oper von Léo Delibes[6]
- 1882 (18. März): Mefistofele, Oper von Arrigo Boito[7]
- 1882 (18. November): Simon Boccanegra, Oper von Giuseppe Verdi[8]
- 1883 (4. Oktober): Tristan und Isolde, Handlung in drei Aufzügen von Richard Wagner[9]
- 1885 (10. Jänner): Wiener Walzer, Ballett von Louis Frappart und Franz Gaul. Musik zusammengestellt von Josef Bayer[10]
- 1885 (20. April): Nero, Oper von Anton Rubinstein[11]
- 1886 (30. Jänner): Der Trompeter von Säkkingen, Oper von Victor Ernst Nessler[12]
- 1887 (22. November): Le Cid, Oper von Jules Massenet[13]
- 1888 (14. März): Otello, Oper von Giuseppe Verdi[14]
- 1888 (4. Oktober): Die Puppenfee, Pantomimisches Divertissement von Josef Haßreiter und Franz Gaul. Musik von Josef Bayer[15]
- 1889 (18. Jänner): Die drei Pintos, Oper von Carl Maria von Weber in der Bearbeitung von Gustav Mahler[16]
- 1889 (19. November): Sonne und Erde, Ballett von Franz Gaul und Josef Haßreiter. Musik von Josef Bayer[17]
- 1890 (23. Februar): Das Pensionat, Spieloper von Franz von Suppè[18]
- 1890 (4. Oktober): Der Barbier von Bagdad, Oper von Peter Cornelius[19]
- 1890 (19. November): Manon, Oper von Jules Massenet[20]
- 1891 (20. März): Cavalleria rusticana, Oper von Pietro Mascagni[21]
- 1892 (1. Jänner): Ritter Pázmán, Oper von Johann Strauss[22]
- 1892 (16. Februar): Werther, Lyrisches Drama von Jules Massenet[23]
- 1893 (21. Mai): Falstaff, Commedia lirica von Giuseppe Verdi[24]
- 1893 (21. Mai): Pagliacci, Drama von Ruggiero Leoncavallo[25]
- 1894 (27. Februar): Der Kuss, Volksoper von Bedřich Smetana[26]
- 1894 (10. April): Die Rose von Pontevedra, Oper von Josef Forster[27]
- 1894 (10. April): Burschenliebe, Pantomime von Heinrich Regel und Josef Haßreiter. Musik von Josef Bayer[28]
- 1894 (4. Oktober): Mara, Oper von Ferdinand Hummel[29]
- 1894 (4. Oktober): Die Hochzeit im Frisiersalon, Ballett von Heinrich Regel und Josef Haßreiter. Musik von Raoul Mader[30]
- 1894 (28. Oktober): Die Fledermaus, Operette von Johann Strauss[31]
- 1894 (18. Dezember): Hänsel und Gretel, Märchenspiel von Engelbert Humperdinck[32]
- 1895 (27. März): Das Geheimnis, Oper von Bedřich Smetana[33]
- 1896 (11. Jänner): Der Evangelimann, Musikalisches Schauspiel von Wilhelm Kienzl[34]
- 1896 (21. März): Das Heimchen am Herd, Oper von Karl Goldmark[35]
- 1896 (4. Oktober): Die verkaufte Braut, Oper von Bedřich Smetana[36]
- 1897 (30. Jänner): Der vierjährige Posten, Singspiel von Franz Schubert[37]
- 1897 (23. März): Pierrot als Schildwache, Ballettpantomime von Alfred Maria Willner und Josef Haßreiter. Musik von A. Clairon (Pseudonym für A. Strasser)[38]
- 1897 (22. Mai): Die Braut von Korea, Ballett von Heinrich Regel und Josef Haßreiter. Musik von Josef Bayer[39]
- 1897 (4. Oktober): Dalibor, Oper von Bedřich Smetana[40]